# Konrad Hari
Konrad Hari (Adelboden, 8 febbraio 1978) è un ex sciatore alpino svizzero.

## Biografia
Konrad Hari debuttò nel Circo bianco il 16 dicembre 1994, giungendo 105º in uno slalom speciale disputatosi a Zermatt e valido come gara FIS. Esordì in Coppa Europa il 4 febbraio 1997 a La Thuile, quando fu 58º in discesa libera; nella stessa stagione ai Mondiali juniores del Monte Bianco conquistò la medaglia di bronzo nel supergigante.
In Coppa del Mondo esordì il 12 gennaio 1999 nello slalom gigante tenutosi nel suo paese natale, senza completarlo. Il 26 e 27 gennaio 2000 a Les Orres in discesa libera ottenne prima il primo podio (3º), poi il primo successo in Coppa Europa. L'ultima vittoria di Hari nel circuito continentale fu quella colta 10 gennaio 2005 a Bad Kleinkirchheim, sempre in discesa libera; al termine di quella stagione risultò vincitore della classifica di discesa libera.
Il 20 gennaio 2006 sulla Streifalm di Kitzbühel ottenne il suo miglior piazzamento in Coppa del Mondo, classificandosi 10º in supergigante. Il 20 dicembre 2007 ad Altenmarkt-Zauchensee salì per l'ultima volta sul podio in Coppa Europa (3º in discesa libera) e l'ultima gara della sua attività agonistica fu il supergigante di Coppa del Mondo disputato a Lillehammer Kvitfjell il 2 marzo 2008, che chiuse al 35º posto. In carriera non prese parte né a rassegne olimpiche né iridate.

## Palmarès

### Mondiali juniores
- 1 medaglia:
  - 1 bronzo (supergigante a Monte Bianco 1998)

### Coppa del Mondo
- Miglior piazzamento in classifica generale: 77º nel 2005

### Coppa Europa
- Miglior piazzamento in classifica generale: 12º nel 2005
- Vincitore della classifica di discesa libera nel 2005
- 10 podi:
  - 3 vittorie
  - 1 secondo posto
  - 6 terzi posti

#### Coppa Europa - vittorie
| Data            | Località           | Paese   | Specialità |
| --------------- | ------------------ | ------- | ---------- |
| 27 gennaio 2000 | Les Orres          | Francia | DH         |
| 9 gennaio 2005  | Bad Kleinkirchheim | Austria | DH         |
| 10 gennaio 2005 | Bad Kleinkirchheim | Austria | DH         |

Legenda:

DH = discesa libera

#### Coppa Europa - gare a squadre
- 1 podio:
  - 1 vittoria

### Campionati svizzeri
- 2 medaglie[1]:
  - 1 oro (supergigante nel 2004)
  - 1 bronzo (slalom gigante nel 2005)

### Campionati svizzeri juniores
- 1 oro (slalom gigante nel 1998)[senza fonte]